# Theudas
Theudas, eller Theodas var en upprorsmakare omkring år 44 i den romerska provinsen Iudea under prokuratorn Cuspius Fadus, som var prokurator ca år 44-46. Han uppgav sig vara profet och påstod att han kunde dela Jordanfloden samt samlade en stor skara anhängare. Prokuratorn sände en ryttarskara mot dem för att slå ned upproret varvid Theudas tillfångatogs och halshöggs och de övriga höggs ned eller togs till fånga.
Detta har beskrivits av Flavius Josefus i hans Antiquitates.
Apostlagärningarna 5:36 nämner en Teudas/Theudas som gav sig ut för att vara något och som fick många anhängare. Han dödades, och hela skaran som hade följt honom upplöstes och försvann. Huruvida denne och ovannämnde Theudas är samma person har diskuterats och ifrågasatts. Det har bland annat sagts att detta inte är samma person som ovan och att denna upprorsmakare levde innan Quirinius skattskrivning som ägde rum ett par år efter vår tideräknings början.